# New Black Panther Party
Ne doit pas être confondu avec Black Panther Party.
Le New Black Panther Party (NBPP) est une organisation nationaliste noire basée aux États-Unis et fondée à Dallas, au Texas, en 1989. Malgré son nom, le NBPP n'est pas un successeur officiel du Black Panther Party. Les membres du Black Panther Party d'origine ont insisté sur le fait que le nouveau parti n'était pas légitime et qu'il « n'y a pas de nouveau Black Panther Party ».

## Idéologie
Le New Black Panther Party s'identifie au Black Panther Party d'origine et prétend défendre son héritage. Il est également dit que beaucoup d'autres voient l'organisation de la même manière. Le NBPP est largement considéré à la fois par le grand public et par des membres éminents du parti d'origine comme illégitime. Les membres de la Fondation Huey Newton, qui regroupaient un nombre important de dirigeants du parti d'origine, ont déjà poursuivi le groupe avec succès. Ce faisant, leur objectif ultime - empêcher le NBPP d’utiliser le nom Panther - semble avoir échoué. En réponse à la plainte, Aaron Michaels a qualifié les Panthers originaux de « Panthers fantaisistes », ajoutant : « Personne ne peut nous dire qui nous pouvons nous appeler ».
Bien que le NBPP affirme considérer le capitalisme comme le problème fondamental du monde et la solution comme une solution, le nouveau parti ne tire pas ses influences du marxisme ou du maoïsme comme le parti d'origine. Au lieu de cela, il promeut la théorie Kawaida de Maulana Karenga, qui inclut l'unité des noirs, l'action collective et l'économie coopérative. Le NBPP affirme lutter contre l'oppression des Noirs et que ses membres sont au courant des problèmes actuels auxquels font face les communautés noires du monde entier. En outre, il note que tous ses membres ne sont pas membres de la Nation of Islam, bien que le groupe reconnaisse les pratiques de spiritualité universelles au sein de l'organisation.
Au fil du temps, de nombreux groupes qui adhèrent à divers degrés de radicalisme ont appelé au « droit à l'autodétermination » des Noirs, en particulier des Noirs américains. Les critiques du NBPP affirment que la politique du groupe constitue une rupture dangereuse par rapport à l'intention initiale du nationalisme noir ; en particulier, ils sont nettement anti-blancs.
Décrit par le journal Libération comme « anti-Blancs, anti-juifs et anti-forces de l’ordre », le NBPP souhaite créer une nation pour les Noirs américains, obtenir des réparations pour le passé esclavagiste du pays et que tous les prisonniers noirs américains soient libérés.